# 濃野公人
濃野 公人（のうの きみと、2002年3月26日 - ）は、大阪府茨木市生まれ、福岡県出身のプロサッカー選手。Jリーグ・鹿島アントラーズ所属。ポジションはディフェンダー（右サイドバック）。

## 来歴
大阪府茨木市に生まれ、小学3年生で福岡県に転居した。
熊本県立大津高等学校ではフォワードとしてプレーしていたが、関西学院大学在籍中にフォワードからサイドハーフ、そしてディフェンダーと徐々にポジションを下げていった。
2023年6月9日、2024シーズンから鹿島アントラーズに加入することが決定した。
2024年2月23日、アウェーで行われた名古屋グランパスとのシーズン開幕戦にて、大卒新人としては1993年以来となる開幕スタメンに選ばれると、3-0での快勝に貢献した。プロ初ゴールは、4月13日に行われた京都サンガF.C.とのリーグ戦であり、鹿島にとって通算1800ゴール目となる記念すべき得点で1-0での勝利に大きく貢献した。この後も得点を重ねてサイドバックながらリーグ戦31試合で9得点を挙げた。シーズン終了後に、プロ1年目ながらJリーグベストイレブンに選出。大卒ルーキーのベストイレブン選出は三笘薫以来の4年ぶりとなった。

## 所属クラブ
- 大阪DREAM
- ヴァレンティアFC
- サガン鳥栖U-15
- 2017年 - 2019年 熊本県立大津高等学校
- 2020年 - 2023年 関西学院大学
- 2024年 -  鹿島アントラーズ

## 個人成績
| 国内大会個人成績 | 国内大会個人成績 | 国内大会個人成績 | 国内大会個人成績 | 国内大会個人成績 | 国内大会個人成績 | 国内大会個人成績 | 国内大会個人成績 | 国内大会個人成績 | 国内大会個人成績 | 国内大会個人成績 | 国内大会個人成績 |
| 年度             | クラブ           | 背番号           | リーグ           | リーグ戦         | リーグ戦         | リーグ杯         | リーグ杯         | オープン杯       | オープン杯       | 期間通算         | 期間通算         |
| 年度             | クラブ           | 背番号           | リーグ           | 出場             | 得点             | 出場             | 得点             | 出場             | 得点             | 出場             | 得点             |
| 日本             | 日本             | 日本             | 日本             | リーグ戦         | リーグ戦         | リーグ杯         | リーグ杯         | 天皇杯           | 天皇杯           | 期間通算         | 期間通算         |
| ---------------- | ---------------- | ---------------- | ---------------- | ---------------- | ---------------- | ---------------- | ---------------- | ---------------- | ---------------- | ---------------- | ---------------- |
| 2024             | 鹿島             | 32               | J1               | 31               | 9                | 1                | 0                | 4                | 0                | 36               | 9                |
| 通算             | 日本             | 日本             | J1               | 31               | 9                | 1                | 0                | 4                | 0                | 36               | 9                |
| 総通算           | 総通算           | 総通算           | 総通算           | 31               | 9                | 1                | 0                | 4                | 0                | 36               | 9                |

出場歴
- Jリーグ初出場 - 2024年2月23日 : J1第1節 vs 名古屋グランパスエイト戦（豊田スタジアム）
- Jリーグ初得点 - 2024年4月13日 : J1第8節 vs 京都サンガF.C.戦（茨城県立カシマサッカースタジアム）

## タイトル

### 個人
- Jリーグベストイレブン：1回（2024年）